# Yesterday, When I Was Mad
Singles de Pet Shop Boys
Absolutely Fabulous
(1994) Paninaro '95
(1995)
Yesterday, When I Was Mad est une chanson du duo britannique Pet Shop Boys extraite de leur cinquième album studio, Very, paru le 27 septembre 1993.
Le 29 août 1994, onze mois après la sortie de l'album, la chanson a été publiée en single. C'était le cinquième et dernier single tiré de cet album.
Le single a atteint la 13e place au Royaume-Uni.